# Vila Nova de Gaia
Vila Nova de Gaia ('vilɐ 'nɔvɐ dɨ 'gaiɐ) è un comune portoghese di 300 018 abitanti situato nel distretto di Porto. È la terza città più popolosa del Portogallo.
Situato sulla riva sinistra del fiume Duero, fronteggia il quartiere antico della Ribeira della città di Porto.
La città riveste grande importanza per la produzione ed il commercio del porto, vino esportato e apprezzato in tutto il mondo. Qui hanno sede le più grosse aziende di produzione, stagionatura ed imbottigliamento del porto, che sono meta turistica per la degustazione delle varie qualità di tale vino.

## Storia
Alla fine delle Guerre Liberali, Gaia e Vila Nova ottennero l'autonomia politica e il 20 giugno 1834 nacque l'attuale comune di Vila Nova de Gaia.
Pur essendo indipendenti, il flusso di traffico tra le due sponde del Douro continuò ad aumentare. Da questo momento in poi, la storia della città si intreccia con quella dei suoi ponti. Il Ponte Pênsil, completato nel 1843, è il primo collegamento permanente. Nel 1877 fu inaugurato il primo attraversamento ferroviario della riva nord con il Ponte di Maria Pia. La costruzione del Ponte Don Luis I fu completata nel 1886. Seguirono 77 anni di problemi, finché nel 1963 fu messo in funzione il Ponte Arrábida. Anche in questo caso, la forte crescita della popolazione ha imposto l'aumento dei legami tra le due parti. Il Ponte do Freixo, completato nel 1995, e il Puente do Infante, nel 2003, sono gli attraversamenti più recenti a servizio del comune.
Con le numerose industrie che si sono insediate nel comune alla fine del XIX secolo e il grande aumento della popolazione nella seconda metà del XX secolo, è stata finalmente considerata ufficialmente una città nel 1984.
Attualmente, alcune opinioni vanno nella direzione della fusione dei comuni di Porto e Vila Nova de Gaia.

## Società

### Evoluzione demografica
| Popolazione di Vila Nova de Gaia (1801 – 2021) | Popolazione di Vila Nova de Gaia (1801 – 2021) | Popolazione di Vila Nova de Gaia (1801 – 2021) | Popolazione di Vila Nova de Gaia (1801 – 2021) | Popolazione di Vila Nova de Gaia (1801 – 2021) | Popolazione di Vila Nova de Gaia (1801 – 2021) | Popolazione di Vila Nova de Gaia (1801 – 2021) | Popolazione di Vila Nova de Gaia (1801 – 2021) | Popolazione di Vila Nova de Gaia (1801 – 2021) | Popolazione di Vila Nova de Gaia (1801 – 2021) | Popolazione di Vila Nova de Gaia (1801 – 2021) |
| ---------------------------------------------- | ---------------------------------------------- | ---------------------------------------------- | ---------------------------------------------- | ---------------------------------------------- | ---------------------------------------------- | ---------------------------------------------- | ---------------------------------------------- | ---------------------------------------------- | ---------------------------------------------- | ---------------------------------------------- |
| 1801                                           | 1849                                           | 1900                                           | 1930                                           | 1960                                           | 1981                                           | 1991                                           | 2001                                           | 2004                                           | 2011                                           | 2021                                           |
| 24675                                          | 43454                                          | 74072                                          | 102950                                         | 157357                                         | 226331                                         | 248565                                         | 288749                                         | 300868                                         | 302296                                         | 300018                                         |

## Geografia antropica

### Suddivisioni amministrative
Dal 2013 il concelho (o município, nel senso di circoscrizione territoriale-amministrativa) di Vila Nova de Gaia è suddiviso in 15 freguesias principali (letteralmente, parrocchie).

#### Freguesias
1. Vila Nova de Gaia (Santa Marinha): Vila Nova de Gaia (Santa Marinha), São Pedro da Afurada
2. Mafamude: Mafamude, Vilar do Paraíso
3. Gulpilhares: Gulpilhares, Valadares
4. Pedroso: Pedroso, Seixezelo
5. Serzedo: Serzedo, Perosinho
6. Grijó: Grijó, Sermonde
7. Sandim: Sandim, Olival, Lever, Crestuma
8. Arcozelo
9. Avintes
10. Canelas
11. Canidelo
12. Madalena
13. Oliveira do Douro
14. São Félix da Marinha
15. Vilar de Andorinho

## Monumenti
- Monastero di Serra do Pilar